# Ecpyrrhorrhoe rubiginalis
Ecpyrrhorrhoe rubiginalis ist ein Kleinschmetterling aus der Familie der Crambidae (Überfamilie Pyraloidea) innerhalb der Ordnung der Schmetterlinge (Lepidoptera).

## Merkmale
Die Flügelspannweite der Falter beträgt etwa 16 bis 20 Millimeter (bzw. eine Vorderflügellänge von 8 bis 10 mm). Die Grundfarbe der Flügel variiert zwischen gelblichbraun bis orangebraun. Sie sind in unterschiedlichem Maße dunkelbraun gefärbt oder überstäubt. Die Vorderflügel weisen zwei gezackte dunkelbraune Querlinien auf. Typisch ist ein tiefer Sinus in der äußeren Querlinie. Der Vorderrand ist ebenfalls dunkelbraun eingefärbt. Die Breite der dunkelbraunen Saumzone variiert beträchtlich. Die Hinterflügel haben dieselbe Grundfarbe wie die Vorderflügel, besitzen jedoch nur eine Querlinie.
Die Raupe ist hellgrau mit einer hellgrauen Rückenzone und einer schmalen, dunkel gestalteten Rückenlinie. Der Kopf ist gelblich bis hellgrau.
Die hellbraun bis grünlich gefärbte Puppe ist 8,5 bis 10,0 mm lang und hat einen Durchmesser von 2,3 bis 2,6 mm. Sie ist am Kopfende stumpf gerundet. Der wenig skulptierte Kremaster ist im Mittelteil auf dem Rücken längsgerunzelt. Die kräftigen Borsten sind mittellang und hakenartig gekrümmt.

## Geographische Verbreitung und Lebensraum
Die Art ist im südlichen Mitteleuropa und in Südeuropa verbreitet. Das Verbreitungsgebiet reicht dabei von der Iberischen Halbinsel (Portugal) im Westen bis weit nach Sibirien (Burjatien) und den Russischen Fernen Osten bzw. im Südosten bis Armenien und der nordöstlichen Türkei. Sie scheint aber im südlichen Mitteleuropa (Österreich, Deutschland, Tschechien) nur lokal vorzukommen. Im Norden Deutschlands kommt sie bis Thüringen, Sachsen und Brandenburg vor. Im Jahre 2009 wurde sie in Dänemark nachgewiesen. Im Baltikum ist bis nach Litauen verbreitet.
Die Art bevorzugt trockene und frische Standorte wie Waldränder, Auen und buschige Lehnen..

## Lebensweise
Ecpyrrhorrhoe rubiginalis fliegt in zwei sich überlappenden Generationen von Mai bis September. Die Falter sind nachtaktiv und werden vom Licht angezogen. Die oligophagen Raupen fressen an Heil-Ziest (Stachys officinalis), Schwarznessel (Ballota nigra) sowie dem Gemeinen Hohlzahn (Galeopsis tetrahit) und leben in einem Gespinst an der Blattunterseite ihrer Futterpflanzen. Die Verpuppung erfolgt in oder auf der Erde.

## Gefährdung
Die Art steht in mehreren deutschen Bundesländern auf der Liste der vom Aussterben bedrohten Arten oder wird als gefährdet eingestuft. Allerdings ist die Verbreitung der Art bisher wenig untersucht und deshalb die Einstufung in die „Roten Listen“ nicht besonders zuverlässig.

## Systematik und Taxonomie
Das Taxon wurde 1775 von Jacob Hübner als Pyralis rubiginalis erstmals wissenschaftlich beschrieben. Die (Syn-)Typen stammten aus der Umgebung von Wien und Niemierow (heute Ukraine). Es ist die Typusart der Gattung Ecpyrrhorrhoe Hübner, 1825.